# Charles Cornwallis (4. baron Cornwallis)
Charles Cornwallis, 4. baron Cornwallis (ur. 1675, zm. 20 stycznia 1722) – brytyjski arystokrata i polityk.
Był najstarszym synem Charlesa Cornwallisa, 3. barona Cornwallis, i Elizabeth Fox, córki sir Stephena Foksa. W 1695–1698 był deputowanym do Izby Gmin z okręgu Eye z ramienia partii wigów. Po śmierci ojca w 1698 r. odziedziczył tytuł 4. barona Cornwallis i zasiadł w Izbie Lordów. W latach 1698–1703 był Lordem Namiestnikiem Suffolk. W latach 1715–1721 był poczmistrzem generalnym. W 1721 został płacmistrzem armii i sprawował ten urząd aż do swojej śmierci.
6 czerwca 1699 r. poślubił lady Charlotte Butler, córkę Richarda Butlera, 1. hrabiego Arran. Charles i Charlotte mieli razem siedmiu synów i trzy córki. Najstarszy syn, Charles, odziedziczył tytuł barona Cornwallis. Najmłodsi synowie, bliźniacy Edward i Frederick, zostali odpowiednio gubernatorem Gibraltaru i arcybiskupem Canterbury.